# しあわせなミステリー
『しあわせなミステリー』は、2012年に宝島社より発売されたアンソロジー。
『ゴールデンスランバー』で第5回本屋大賞と第21回山本周五郎賞を受賞し人気作家となった伊坂幸太郎、『さよならドビュッシー』で第8回『このミステリーがすごい!』大賞を受賞した中山七里と『臨床真理』で第7回同賞を受賞した柚月裕子、『私の結婚に関する予言38』第3回日本ラブストーリー大賞エンタテインメント特別賞を受賞した吉川英梨の4人の作家が、"人の死なないミステリー”をテーマに書き下ろした作品が集められている。
改題し、2014年に宝島社文庫より『ほっこりミステリー』として発売された。

## 作品一覧
- BEE（伊坂幸太郎）
- 二百十日の風（中山七里）
- 心を掬う（柚月裕子）※佐方貞人シリーズ
- 18番テーブルの幽霊（吉川英梨）※女性秘匿捜査官・原麻希シリーズ

## ストーリー
BEE
恐妻家の殺し屋・兜は仲介業者から、同業者の殺し屋・スズメバチに狙われていると忠告される。東北新幹線はやてで亡くなったはずだと思っていたが、それはメスだけだったと知らされ、警戒心を抱く。
二百十日の風
小学校教師の城崎夏美は、久部建設の久辺圭市社長が役所と手を組み建設しようとしている、産廃処理施設建設の反対運動の代表として活動していた。ある日、施設の建設が始まったとき、そこにあった慰霊碑が忽然と姿を消す。
心を掬う
検事の佐方は事務官の増田から、投函したはずの郵便物が相手に届かない事例が多発しているという話をきく。そのいずれも普通郵便に現金が同封されていたというのだが…。
18番テーブルの幽霊
麻希の息子と娘の健太と菜月は、レストランの従業員をしている友人に相談され、予約が入るものの肝心の予約客が常に現れない「18番テーブルの幽霊の謎」に挑むことになった。

## 関連シリーズ
- 佐方貞人シリーズ
- 女性秘匿捜査官・原麻希シリーズ